# ابن الخيمي
أبو طالب محمد بن علي بن علي بن علي، المعروف بابن الخِيَمي أو مهذب الدين الحلي (549 هـ/ 1154م - 642 هـ/ 1245م) هو عالم بالأدب، من مواليد المزيدية الواقعة بمدينة الحلة، رحل إلى بغداد والشام، وتوفي بالقاهرة.

## مؤلفاته
1. أمثال القرآن.
2. المؤانسة في المقايسة.
3. المخلص الديواني.
4. المطاول.
5. نزهة الملك في وصف الكلب والمكلبين.
6. الرد على الوزير المغربي.